# Willy Lockwood
 (janvier 2017).
Si vous disposez d'ouvrages ou d'articles de référence ou si vous connaissez des sites web de qualité traitant du thème abordé ici, merci de compléter l'article en donnant les références utiles à sa vérifiabilité et en les liant à la section « Notes et références ».
Willy John Lockwood, né le 25 avril 1915 à Calais et mort le 19 octobre 2006 à Pontoise, est un contrebassiste français.

## Biographie
Willy Lockwood est issu d'une famille britannique, originaire de Birmingham ayant immigré à Calais à la fin du XIXe siècle. Il est le cousin du père de Francis et Didier Lockwood[réf. nécessaire].
Il s'essaye d'abord au piano, puis à la clarinette avec laquelle il remporte le prix de la ville de Calais à 18 ans. Engagé au sein du 46e régiment d'infanterie, il y tient le pupitre de clarinettiste solo pendant 3 ans. Trop âgé pour pouvoir entrer au conservatoire national de Paris avec la clarinette, il y est admis avec la contrebasse. Il en sort en 1943 avec un premier prix de contrebasse.
Il fait alors successivement partie de l'orchestre Lamoureux puis de l'orchestre des Cadets du conservatoire. Il accompagne Django Reinhardt ou Joséphine Baker lors de certains de leurs concerts en France.
De 1947 à 1950, il fait partie de la troupe des Branquignols, avec Robert Dhéry, Colette Brosset ou Gérard Calvi, dont il assure les partitions de contrebasse. Dans le même temps, il participe à plusieurs émissions radio à la R.T.F et Radio Luxembourg.
Willy Lockwood interrompt sa carrière pendant trois mois afin de préparer le concours d'entrée à l'Opéra-Comique qu'il a déjà manqué. Il intègre donc l'Orchestre de l'Opéra national de Paris en 1957. En même temps il enregistre aussi bien pour des artistes de variété (Jacques Brel, Barbara ou Edith Piaf), des compositeurs entre jazz et classique tels Jean-Christian Michel, que pour des compositeurs de musique de film (Georges Delerue pour Hiroshima mon amour, Alain Resnais ou François de Roubaix pour Le Vieux Fusil de Robert Enrico).

## Principales collaborations

### Studio
François de Roubaix
Jean-Christian Michel
Félix Leclerc
Django Reinhardt
Roger Bourdin
Jack Lantier
Claude Molénat
Guy Boyer
Pierre Avray

### Bandes originales de film
Flic ou Voyou de George Lautner, musique de Philippe Sarde